# Zdradnicowate
Zdradnicowate (Elapidae) – rodzina węży z nadrodziny Elapoidea w obrębie rzędu łuskonośnych (Squamata).
Liczba rodzajów i gatunków tej rodziny jest różna w zależności od autora (Klemmer (1963) podawał 41 rodzajów i ok. 190 gatunków; The Reptile Database (2023) – 55 rodzajów i 398 gatunków). Jest najliczniejszą rodziną węży jadowitych.
Do zdradnicowatych często zaliczane są również węże morskie; niektóre analizy sugerują nawet, że bez węży morskich zdradnicowate nie byłyby monofiletyczne.
Dodatkowo niektóre podrodziny węży tradycyjnie zaliczane do połozowatych w rzeczywistości mogą być co najmniej bliskimi krewnymi zdradnicowatych. Lawson i in. (2005) zaliczyli nawet do Elapidae podrodziny Xenodermatinae, Psammophiinae, Pseudoxyrhophiinae i większość rodzajów z podrodziny Boodontinae, a także rodzinę Atractaspididae. Vidal i in. (2007) zaliczyli dawne podrodziny Pseudoxyrhophiinae i Psammophiinae, część podrodziny Boodontinae (m.in. rodzaje Lamprophis i Mehelya) oraz dawną rodzinę Atractaspididae do nowej rodziny Lamprophiidae, siostrzanej do zdradnicowatych i tworzącej z nimi nadrodzinę Elapoidea.

## Występowanie
Zdradnicowate zamieszkują tropikalne i subtropikalne rejony Afryki, Ameryki, Azji i Australii oraz okolicznych wysp. Zupełny brak przedstawicieli tej rodziny w Europie (jednak postulowane przez część naukowców włączenie do Elapidae kilku dawnych podrodzin Colubridae rozszerzyłoby zasięg występowania zdradnicowatych także na Europę). Żyją w różnorodnych środowiskach od pustyń, półpustyń, stepów, sawann po lasy deszczowe. Prowadzą z reguły naziemny tryb życia, ale są gatunki zarówno nadrzewne, jak i ryjące pod ziemią, a nawet żyjące w środowisku wodnym. Zwierzęta te przejawiają aktywność głównie nocą, ale występują gatunki aktywne za dnia.

## Charakterystyka
Szkielet zdradnicowatych jest pozbawiony szczątków miednicy i kończyn. Są to w większości jaskrawo ubarwione węże. Większość przedstawicieli to węże małe i średnie. Długość ich waha się od 0,4 m do ok. 2 m – przeciętna długość do 1 m. Jeden gatunek (Ophiophagus) dorasta do ok. 5,4 m.
Uzębienie typu Proteroglypha (z greckiego: proteros = przedni, glyphe = zagłębienie, jama). Posiadają parzyste zęby jadowe z podłużnie przebiegającą głęboką rynienką lub częściowo kanalikiem, osadzone nieruchomo w przedniej części szczęki górnej. Do przekazania trucizny wystarczy płytkie uderzenie pyskiem. Często występuje brak zębów chwytnych za zębami jadowymi. Trzy gatunki wytworzyły zdolność wystrzykiwania jadu na znaczną odległość. Właściwość ta, zwana potocznie „pluciem”, następuje na skutek skurczu mięśni otaczających gruczoły jadowe i skierowanym ku przodowi otworom kanalików w zębach jadowych. Wąż rozpyla jad silnym wydechem powietrza i nadaje dodatkową szybkość poprzez gwałtowny wyrzut głowy ku przodowi. Rozpylony jad zostaje wyrzucony na odległość ok. 3 m i zajmuje ok. kilkudziesięciu centymetrów kwadratowych. Z reguły dosięga przeciwnika.
Większość gatunków nie należy do węży agresywnych, nie niepokojone nie starają się kąsać. Zaniepokojone starają się uciec prześladowcy. U większości przedstawicieli występuje bardzo silny jad zawierający neurotoksyny. Jest to jad drobnocząsteczkowy, ubogi w enzymy, poraża głównie układ nerwowy. Ani jad, ani zęby jadowe nie są używane niemal nigdy w stosunku do przedstawicieli własnego gatunku.
Zdradnicowate rozmnażają się głównie składając jaja, nieliczne gatunki opiekują się gniazdem. Jajożyworodne są tylko przedstawiciele rodzajów: Acanthophis, Notechis, Hemachatus.
Odżywiają się głównie kręgowcami tj. małymi ssakami, płazami, gadami (jaszczurkami i innymi wężami). Rzadko pożerają ptaki. Formy zdradnicowatych prowadzące podziemny tryb życia żywią się również bezkręgowcami.

## Systematyka
Do zdradnicowatych należą następujące rodzaje:
- Grupa: Elapinae
  - Aspidelaps Fitzinger, 1843
  - Bungarus Daudin, 1803
  - Calliophis Gray, 1835
  - Dendroaspis Schlegel, 1848
  - Elapsoidea Bocage, 1866
  - Hemachatus Fleming, 1822
  - Hemibungarus Peters, 1862
  - Leptomicrurus Schmidt, 1937
  - Micruroides Schmidt, 1928 – jedynym przedstawicielem jest Micruroides euryxanthus (Kennicott, 1860) – koralóweczka arizońska
  - Micrurus Wagler, 1824
  - Naja Laurenti, 1768
  - Ophiophagus Günther, 1864
  - Pseudohaje Günther, 1858
  - Sinomicrurus Slowinski, Boundy & Lawson, 2001
  - Walterinnesia Lataste, 1887
- Grupa: Hydrophiinae
  - Acanthophis Daudin, 1803
  - Aipysurus Lacépède, 1804
  - Antaioserpens Wells & Wellington, 1985
  - Aspidomorphus Fitzinger, 1843
  - Austrelaps Worrell, 1963
  - Brachyurophis Günther, 1863
  - Cacophis Günther, 1863
  - Cryptophis Worrell, 1961
  - Demansia Gray, 1842
  - Denisonia Krefft, 1869
  - Drysdalia Worrell, 1961
  - Echiopsis Fitzinger, 1843 – jedynym przedstawicielem jest Echiopsis curta (Schlegel, 1837)
  - Elapognathus Boulenger, 1896
  - Emydocephalus Krefft, 1869
  - Ephalophis Smith, 1931 – jedynym przedstawicielem jest Ephalophis greyae Smith, 1931
  - Furina Duméril, 1853
  - Hemiaspis Fitzinger, 1861
  - Hoplocephalus Wagler, 1830
  - Hydrelaps Boulenger, 1896 – jedynym przedstawicielem jest Hydrelaps darwiniensis Boulenger, 1896
  - Hydrophis Latreille, 1801
  - Loveridgelaps McDowell, 1970 – jedynym przedstawicielem jest Loveridgelaps elapoides (Boulenger, 1890)
  - Microcephalophis Lesson, 1832 – jedynym przedstawicielem jest Microcephalophis gracilis (Shaw, 1802 – małogłowiec pospolity
  - Micropechis Boulenger, 1896 – jedynym przedstawicielem jest Micropechis ikaheca (Lesson, 1830)
  - Narophis Worrell, 1961 – jedynym przedstawicielem jest Narophis bimaculatus (Duméril, Bibron & Duméril, 1854)
  - Neelaps Günther, 1863 – jedynym przedstawicielem jest Neelaps calonotos (Duméril, Bibron & Duméril, 1854)
  - Notechis Boulenger, 1896 – jedynym przedstawicielem jest Notechis scutatus (Peters, 1861) – wąż tygrysi
  - Ogmodon Peters, 1864 – jedynym przedstawicielem jest Ogmodon vitianus Peters, 1864
  - Oxyuranus Kinghorn, 1923
  - Parahydrophis Burger & Natsuno, 1974 – jedynym przedstawicielem jest Parahydrophis mertoni (Roux, 1910)
  - Parapistocalamus Roux, 1934 – jedynym przedstawicielem jest Parapistocalamus hedigeri Roux, 1934
  - Paroplocephalus Keogh, Scott & Scanlon, 2000 – jedynym przedstawicielem jest Paroplocephalus atriceps (Storr, 1980)
  - Pseudechis Wagler, 1830
  - Pseudonaja Günther, 1858
  - Rhinoplocephalus Müller, 1885 – jedynym przedstawicielem jest Rhinoplocephalus bicolor Müller, 1885
  - Salomonelaps McDowell, 1970 – jedynym przedstawicielem jest Salomonelaps par (Boulenger, 1884)
  - Simoselaps Jan, 1859
  - Suta Worrell, 1961
  - Toxicocalamus Boulenger, 1896
  - Tropidechis Günther, 1863 – jedynym przedstawicielem jest Tropidechis carinatus (Krefft, 1863)
  - Vermicella Gray, 1858
- Grupa: Laticaudinae
  - Laticauda Laurenti, 1768